# Jozo Hirano

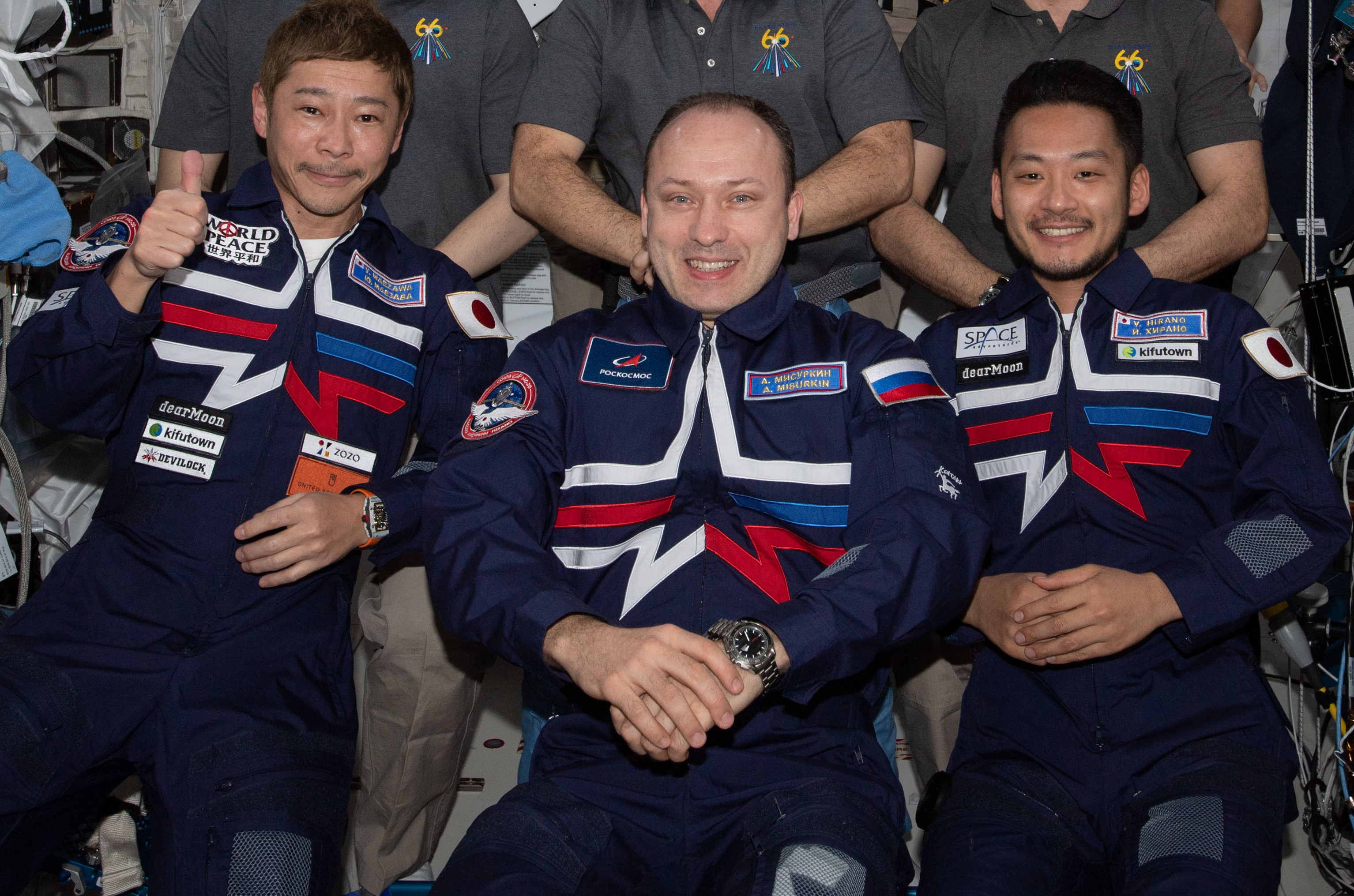
Posádka Sojuzu MS-20 po příletu na stanici: Maezawa, Misurkin, Hirano (zleva)

Jozo Hirano (japonsky 平野 陽三, Hepburnův přepis Yozo Hirano, * 12. října 1985) je japonský filmový producent a vesmírný turista, 579. člověk ve vesmíru. V prosinci 2021 letěl v kosmické lodi Sojuz MS-20 na Mezinárodní vesmírnou stanici, kde strávil 11 dní.

## Vzdělání a mediální kariéra
Narodil se v japonském městě městě Imabari v prefektuře Ehime.
Absolvoval Kjótskou prefekturní univerzitu, kde získal titul režiséra castingové fotografické skupiny. Svému oboru se věnoval ve společnosti ZOZO, Ltd., která se zabývá maloobchodním prodejem oblečení po internetu. S jejím zakladatelem Jusaku Maezawou později odešel do společnosti Start Today, kde se věnuje filmové produkci. Pracuje na Maezawových soukromých projektech, včetně natáčení pro jeho kanál na YouTube.

## Vesmírný turista
Díky úzké spolupráci bylo Hiranovi umožněno absolvovat a dokumentovat také kosmický let, který Maezawa pro sebe i Hirana objednal a zaplatil prostřednictvím společnosti Space Adventures. Ta 13. května 2021 oznámila posádku plánované mise a potvrdila, že prošla nezbytnými lékařskými testy. V červnu Hirano společně s Maezawou zahájili tříměsíční výcvik, kterého se zúčastnil také Šun Ogiso, manažer pro styk s veřejností korporace Start Today, který byl záložním členem posádky za Hirana.
Maezawa a Hirano odstartovali v lodi Sojuz MS-20 z kosmodromu Bajkonur 8. prosince 2021. Velitelem letu byl kosmonaut Roskosmosu Alexandr Misurkin. Loď s posádkou se 6 hodin po startu připojila k Mezinárodní vesmírné stanici, kde Maezawa plnil 100 položek ze seznamu úkolů, který si vypracoval před odletem i s pomocí veřejnosti a své zkušenosti sdílel na svém YouTube kanálu prostřednictvím videí, která pořizoval Hirano. Oba se také zapojili výzkumu lidského zdraví, který zahrnoval sběr údajů z elektrokardiogramu (EKG), v sérii kognitivních testů a používání přenosného zařízení ke sběru údajů o zraku. Zkoumali také, jak mikrogravitace ovlivňuje způsob proudění krve z končetin do hlavy. Od stanice ve své lodí odpojili 19. prosince 2021 a po třech a půl hodinách přistáli v Kazachstánu.